# Wasił Mikow
Wasił Mikow Wyłow (bułg. Васил Миков Вълов; ur. 4 kwietnia 1891 w Jabłanicy, zm. 13 sierpnia 1970 w Sofii) – bułgarski archeolog i historyk.

## Życiorys
W Sofii ukończył studia z zakresu geografii i historii. Od 1922 roku pracował w Narodowym Muzeum Archeologicznym. Zaczął interesować się badaniami w dziedzinie archeologii i prehistorii oraz etnografii, toponimii i geografii historycznej. Zarządzał ponad 40 archeologicznymi i historycznymi wyprawami po różnych częściach Bułgarii. Badał m.in. mogiły w Karanowie, Kubracie, Duwanliju, Mezku oraz Weselinowie. Był głównym badaczem jaskini Dewetaszkiej. W Kuninie znalazł pozostałości dużej osady Samuiłnica, pochodzącej z okresu neolitu. Od 1946 do 1949 roku był docentem sofijskiego uniwersytetu. Autor wielu publikacji, m.in.: „Predistoriczeski seliszta i nachodki w Byłgarija” (1933), „Idołnata płastika prez nowokamennata epocha w Byłgarija” (1935), „Proizchod i znaczenie na imenata na naszite gradowe, seła, reki, płanini i mesta” (1943), „Anticznata grobnica pri Kazanłyk” (1954).